# Лелеки (фільм)
«Лелеки» (англ. Storks) — американський комп'ютерно-анімаційний комедійний фільм, знятий Ніколасом Столлером і Дагом Світлендом. Прем'єра стрічки в Україні відбулась 22 вересня 2016 року.
Фільм розповідає про лелек, які замість приносити людям дітей стали займатися доставкою товарів. Лелека на прізвисько Джуніор, і його колега Тюльпанка, випадково активують прилад з виробництва дітей і тепер мусять доставити немовля за адресою.

## Сюжет
Здавна лелеки доставляли немовлят сім'ям по всьому світу з Лелечої гори. Але в сучасному світі вони займаються доставкою товарів з магазину «Барахло.com». Директор Гантер викликає найкращого робітника Джуніора та обіцяє йому підвищення. Гантер пояснює з чим йому доведеться мати справу. Одного разу лелека Джаспер вирішив залишити собі дівчинку і випадково розбив маячок з адресою, куди її слід було відправити. Джаспер утік, а дівчинку лелеки назвали Тюльпанкою та взяли на виховання. Тепер Тюльпанці виповнилося 18 років і її потрібно доставити до світу людей. Насправді Гантер хоче здихатися її, бо всі ідеї Тюльпанки щодо покращення магазину призводять до збитків. Джуніор не може змусити себе це зробити і натомість переводить дівчину на пошту.
Тим часом 4-річний хлопчик Нейт Гарднер, живе зі своїми батьками-трудоголіками Генрі та Сарою. Він почувається самотнім і хоче молодшого брата чи сестру. Він надсилає листа у «Барахло.com», і його читає Тюльпанка. Бажаючи допомогти хлопчику, вона заходить покинуту фабрику немовлят, де створює дівчинку з рожевим волоссям. Джуніор намагається вимкнути машину і ламає крило. Боячись, що директор звільнить його, Джуніор погоджується таємно доставити немовля Нейту за допомогою вертольота, змайстрованого Тюльпанкою. Їхній політ помічає Джаспер і вирішує вкрасти немовля.
Вертоліт падає в засніжених горах, де Тюльпанку та Джуніора схоплюють вовки. Двоє вовків, які змагаються за владу, вихваляються перед іншими як з'їдять немовля, але потім вирішують прийняти дівчинку в зграю. Коли Тюльпанка та Джуніор тікають, взявши дівчинку, вовки вирушають навздогін, складаючи зі своїх тіл (не превеликий подив утікачів) міст, човен і субмарину. Тюльпанка відстає, Джуніор повертається за нею і обоє переобладнують вертоліт на човен. Вовки намагаються скластися в літак, але цього разу зазнають невдачі. За цим спостерігає Джаспер.
Тим часом Генрі та Сара визнають, що бажання Нейта хороше, і майструють посадковий майданчик для лелек. Тюліп зізнається, що завжди хотіла знайти своїх батьків, яким вона була призначена. Дівчинку вона називає Діамантова Доля. Подорожуючи далі пішки, Тюльпанка та Джуніор розважають Діамантову Долю. Працівник «Барахло.com», голуб Тоуді, дізнається про створення Діамантової Долі та дистанційно змінює координати в її маячку, щоб завести не до родини Гарднерів, а в пастку до поліції. Паралельно вовки не покидають своїх планів і викрадають дівчинку, склавшись у автомобіль. Тюльпанці вдається повернути немовля, але Джуніор затримується, йдучи через склад зі склом (для нього скло невидиме). Коли вовки оточують їх, втручається Джаспер і каже, що має всі деталі маячка з адресою батьків Тюльпанки. Йому не вистачає єдиної деталі, яку Тюльпанка зберігала з дитинства. Вона вирішує піти з Джаспером, а немовля Джуніор доставляє за хибними координатами до Гантера, який хоче приховати інцидент.
Родині Гарднерів поліція забороняє продовжувати будівництво майданчика. Тюльпанка, не знайшовши своїх батьків, вирішує за координатами доставки Діамантової Долі. Вона звільняє зв'язаного Джуніора і подорожує з ним на склад «Барахло.com», користуючись функцією повернення товару.
Діамантову Долю готуються забрати пінгвіни. Тюльпанка і Джуніор відволікають їх і забирають немовля. Крик розбудженої Діамантової Долі привертає увагу лелек і всі дізнаються про її існування. Опинившись у пастці, Джуніор запускає фабрику зі створення дітей, створюючи їх стільки, скільки за минулі 18 років накопичилося листів. Гантер сідає в кран і намагається знищити фабрику, але Діамантова Доля знаходить керування краном. Гантер повисає на тросах, зграя пташок сідає на край складу «Барахло.com» і він падає з Лелечої гори.
Джуніор збирає лелек, нагадує їм про їхнє призначення і доручає доставити всіх малюків їхнім родинам. Джаспер на зауваження, що контейнери для дітей були на складі, нагадує про давній спосіб — носити їх у пелюшках. Діамантову Долю доставляють Гарднерам, а Джуніор уявляє її майбутнє. Тюльпанка нарешті знайомиться зі своєю великою родиною, і стає співкерівницею Лелечої гори разом з Джуніором.

## У ролях
- Енді Семберг (Володимир Остапчук) — лелека Джуніор, робітник
- Келсі Греммер (Борис Георгієвський) — лелека Гантер, керівник
- Кеті Краун (Антоніна Хижняк) — дівчина Тюльпанка
- Дженніфер Еністон — мати Сара Гарднер
- Тай Баррелл — батько Генрі Гарднер
- Кіген-Майкл Кі — вовк Альфа
- Джордан Піл — вовк Бета
- Денні Трехо — лелека-велет Джаспер
- Аквафіна — перепелиця

## Виробництво
Проект був оголошений у січні 2013 року. Ніколас Столлер і Даг Світленд виступили режисерами. 20 квітня 2015 року Енді Семберг і Келсі Греммер були запрошені для озвучування головних героїв у фільмі.

## Сприйняття
На агрегаторі рецензій Rotten Tomatoes фільм має 65 % схвальних оцінок та середній рейтинг 6,10/10. Критичний консенсус вебсайту: «Барвиста анімація та чарівний акторський склад допомагають фільму „Лелеки“ досягти обмеженого злету, але безладні жарти та заплутаний, гіперактивно розгорнутий сюжет заважають йому справді ширяти». На Metacritic фільм має оцінку 56 зі 100, що вказує на «змішані або посередні відгуки».
Деван Коґґан у Entertainment Weekly писала, що в «Лелеках» є захопливий шалений темп, і багато жартів, пов'язаних із подорожжю Джуніора й Тюльпанки. Менш цікава другорядна сюжетна лінія про майбутню сім'ю дитини — перевантажену роботою пару, яка здебільшого ігнорує свого сина. Хоча в посланні фільму немає нічого особливо новаторського, «Лелеки» — це «маленький клубочок радості».
Згідно з рецензією Оллі Річардс у Empire, є кілька кумедних моментів, зокрема сюрреалістична зграя вовків, які можуть об'єднатися, щоб створити все: від моста до човнів; але невеликі смішні сценки трапляються там, де має бути сюжет. Це справляє враження, що творці фільму самі не мали уявлення, що повинно статися далі.

## Нагороди та номінації
| Список нагород та номінацій | Список нагород та номінацій | Список нагород та номінацій | Список нагород та номінацій | Список нагород та номінацій | Список нагород та номінацій |
| Кінопремія                  | Дата церемонії              | Категорія                   | Номінант(и)                 | Результат                   | Дж                          |
| --------------------------- | --------------------------- | --------------------------- | --------------------------- | --------------------------- | --------------------------- |
| Кінопремія Голлівуду        | 6 листопада 2016            | Найкращий композитор        | Майкл Данна                 | Перемога                    | [ 8 ]                       |